# Liste der Monuments historiques in Russ
Die Liste der Monuments historiques in Russ führt die Monuments historiques in der französischen Gemeinde Russ auf.

## Liste der Objekte
| Bezeichnung | Beschreibung                                                   | Standort                        | Kennzeichnung | Schutzstatus | Datum | Bild |
| ----------- | -------------------------------------------------------------- | ------------------------------- | ------------- | ------------ | ----- | ---- |
| Turmuhr     | Messing, Gusseisen und Stahl, 1842 von Jean Baptiste Schwilgué | in der Kirche St-Étienne (Lage) | PM67001358    | Inscrit      | 1997  |      |